# Reina del Festival de Viña del Mar

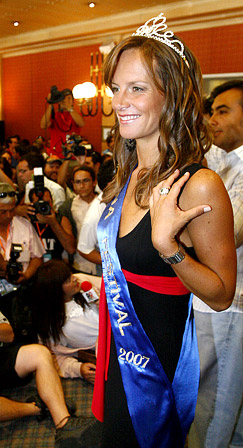
Diana Bolocco, animadora coronada reina del Festival de Viña del Mar 2007.

La reina del Festival Internacional de la Canción de Viña del Mar es el título entregado por la prensa especializada en espectáculos que cubre el evento viñamarino a la mujer más destacada de cada versión. 
En los últimos años, se permitió que programas de televisión no oficiales que cubren el festival presenten candidatas, lo que ha despertado cuestionamientos del título. El municipio de Viña del Mar constantemente intentó recuperar la tradición y solo la actriz venezolana Catherine Fulop en 2009 y la también actriz chilena Carolina Arregui en 2010, miembros del jurado de la competencia internacional, han sido casos recientes de ganadoras relacionadas directamente con el festival. La cantante mexicana Patricia Manterola ha sido la única en ser coronada en dos ocasiones.

## Desarrollo
La reina era elegida a través de una votación donde participan los periodistas acreditados del Festival, quienes manifiestan sus preferencias a través de una votación secreta.
Al día siguiente de la elección, se realizaba la coronación y la entrega de una banda y un anillo como premio por parte de la máxima autoridad del municipio de Viña del Mar. El anillo era otorgado por Barón, tradicional joyería chilena. A partir de 2001, al día siguiente de la coronación y frente a las cámaras de la prensa acreditada, la reina del festival se lanzaba a la piscina del Hotel O'Higgins, donde se hospedaban los artistas del festival.

## Historia
La primera "Reina" de este Festival en la historia fue elegida en 1979 —espontáneamente por el público, quien hizo que el título recayera en la coanimadora del certamen María Graciela Gómez— y en 1982 se efectuó otra elección a pedido del entonces presidente del jurado del Festival de Viña del Mar, el médico Luis Sigall —quien se deslumbró con la belleza de la artista italiana Raffaella Carrá—, esta elección se ha realizado oficialmente desde 1984, por iniciativa del periodista ecuatoriano radicado en Chile, Guillermo Zurita Borja, cuyo seudónimo era William Zeta.
Desde 2000, cuando salió elegida reina la famosa cantante cubana Celia Cruz, el concurso ha tomado enorme importancia, al punto de que la elección, escrutinios, coronación y piscinazo se televisan en directo.
En 2001, la cantante y actriz uruguaya Natalia Oreiro celebra su reinado del Festival lanzándose a la piscina del Hotel O'Higgins. Esta tradición se replicaría los años siguientes, denominándose el piscinazo.
En 2003 fue elegida María Eugenia Larraín, modelo chilena que no participó en el festival, sino que en uno de los programas satélite de Canal 13, La movida. Comenzó así la farandulización de la elección, ya que desde entonces cada medio de comunicación importante, sobre todo canales de televisión, presentan a sus propias candidatas. El cuestionamiento vino cuando se transformó en tendencia que programas de televisión contrataran a modelos extranjeras, sobre todo argentinas como las modelos Carolina "Pampita" Ardohaín y Luciana Salazar, con el único fin de presentarlas al concurso.
Esta tendencia gatilló que tanto Canal 13 como TVN, los canales oficiales del Festival de Viña del Mar 2008, no presentaran ninguna candidata a la elección ese año. Al año siguiente, se modificaron las bases del concurso y se permitió participar solo a mujeres que pertenecieran al show mismo, al jurado del certamen o a algún programa de televisión dedicado exclusivamente al evento musical. Respecto a este último caso, se aceptó solo una postulante por programa, y la organización del concurso se reservó el derecho a admitirla. Otra condición era que las candidatas debían amadrinar a alguna organización benéfica de Viña del Mar.
De igual modo, el municipio de Viña del Mar reitera constantemente que su intención es recuperar la tradición que la reina pertenezca al festival.[cita requerida]
Entre los años 2021 y 2022 en consecuencia cancelación del festival no se pudo a llevarse a cabo producto de la Pandemia de COVID-19 a nivel mundial. 
En febrero de 2023 se anunció la eliminación definitiva de la Reina de Viña (asimismo la elección del Rey tampoco se realizaría), ante la negativa del municipio encabezado por la alcaldesa Macarena Ripamonti, debido a la «estigmatización de la mujer» y a la farandulización del evento. De esta manera los Reyes de Viña serían reemplazados por los «Embajadores del Festival», los cuales serían elegidos por el público general y la prensa acreditada del lugar, además tendrá como finalidad el volver a la tradición de premiar a los artistas oficiales del Festival y generar conciencia sobre temáticas que sean un aporte a la sociedad.
No obstante, debido a las críticas y al poco éxito de la elección de embajadores y embajadoras, en 2025 se regresó al formato clásico, eligiéndose nuevamente «reina» y «rey» del festival, con la novedad de que, al igual que los embajadores, serían elegidos por el público general y la prensa acreditada del certamen.

## Lista de ganadoras
| Año  | Nombre                                         | País                                           | Canal                                          | Notas |
| ---- | ---------------------------------------------- | ---------------------------------------------- | ---------------------------------------------- | --- |
| 1979 | María Graciela Gómez                           | Chile                                          |                                                | Copresentadora del festival del mismo año. |
| 1980 | Arianna                                        | México                                         |                                                | Participante en la "Competencia internacional". |
| 1982 | Raffaella Carrà                                | Italia                                         |                                                | Artista invitada al festival del mismo año. |
| 1983 | Lucía Méndez                                   | México                                         |                                                | Miembro del jurado del festival |
| 1984 | Gianina Matei                                  | Rumania                                        |                                                | Participante de la "Competencia internacional" |
| 1985 | María Conchita Alonso                          | Venezuela                                      |                                                | Artista invitada al festival del mismo año. |
| 1986 | Cindy Valentine                                | Canadá                                         |                                                | Participante de la "Competencia internacional" |
| 1987 | Irene Llano                                    | Chile                                          |                                                | Artista invitada al festival del mismo año. |
| 1988 | Marcela "Mache" Sánchez                        | Perú                                           |                                                | Fue elegida a modo de protesta debido a la descalificación que sufrió su tema, oficialmente por plagio, aunque luego se comprobó que fue por razones políticas.                                                               |
| 1989 | Myriam Hernández                               | Chile                                          |                                                | Artista invitada al festival del mismo año |
| 1990 | Xuxa                                           | Brasil                                         |                                                | Artista invitada al festival del mismo año. |
| 1991 | Yuri                                           | México                                         |                                                | Artista invitada al festival del mismo año |
| 1992 | Lucero                                         | México                                         |                                                | Miembro del jurado y artista invitada al festival del mismo año |
| 1993 | Gloria Trevi                                   | México                                         |                                                | Artista invitada al festival del mismo año |
| 1994 | Sofía Vergara                                  | Colombia                                       |                                                | Copresentadora del festival del mismo año |
| 1995 | Patricia Manterola                             | México                                         |                                                | Artista invitada al festival del mismo año |
| 1996 | Paola Falcone                                  | Chile                                          |                                                | Copresentadora del festival del mismo año |
| 1997 | Thalía                                         | México                                         |                                                | Artista invitada al festival del mismo año |
| 1998 | Sofía Franco                                   | Perú                                           |                                                | Copresentadora del festival del mismo año |
| 1999 | Carla Pérez                                    | Brasil                                         |                                                | Bailarina del grupo brasileño É o Tchan!, invitados al festival |
| 2000 | Celia Cruz                                     | Cuba · EE. UU.                                 |                                                | Artista invitada al festival del mismo año |
| 2001 | Natalia Oreiro                                 | Uruguay                                        |                                                | Miembro del jurado y artista invitada al festival del mismo año |
| 2002 | Patricia Manterola                             | México                                         |                                                | Copresentadora y artista invitada del festival del mismo año, coronada por segunda vez como reina del festival. |
| 2003 | María Eugenia Larraín                          | Chile                                          | Canal 13                                       | Modelo del programa La movida, con ella comenzó la "farandulización" de este evento. |
| 2004 | Carolina "Pampita" Ardohaín                    | Argentina                                      | Canal 13                                       | Miembro del jurado del festival del mismo año |
| 2005 | Luciana Salazar                                | Argentina                                      | CHV                                            | Modelo del programa SQP. |
| 2006 | Tonka Tomicic                                  | Chile                                          | TVN                                            | Modelo y conductora del programa Buenos Dias a Todos |
| 2007 | Diana Bolocco                                  | Chile                                          | Canal 13                                       | Presentadora del programa Alfombra roja |
| 2008 | Pilar Ruiz                                     | Colombia                                       |                                                | Modelo del sitio web Planeta modelos |
| 2009 | Catherine Fulop                                | Venezuela                                      | Canal 13                                       | Miembro del jurado del festival del mismo año. |
| 2010 | Carolina Arregui                               | Chile                                          | Canal 13                                       | Miembro del jurado del festival del mismo año y actriz de telenovelas. |
| 2011 | Andrea Dellacasa                               | Argentina                                      | Canal 13                                       | Panelista del programa Alfombra roja |
| 2012 | Valeria Ortega                                 | Chile                                          | Canal 13                                       | Periodista del programa Bienvenidos |
| 2013 | Dominique Gallego                              | Chile                                          | Canal 13                                       | Panelista del programa Bienvenidos |
| 2014 | Sigrid Alegría                                 | Chile                                          | Canal 13                                       | Actriz de telenovelas. |
| 2015 | Jhendelyn Núñez                                | Chile                                          | Canal 13                                       | Modelo del programa Bienvenidos |
| 2016 | Nicole Moreno                                  | Chile                                          | Canal 13                                       | Modelo del programa Bienvenidos. |
| 2017 | Francisca "Kika" Silva                         | Chile                                          | Canal 13                                       | Modelo del programa Bienvenidos. |
| 2018 | Betsy Camino                                   | Cuba                                           | Canal 13                                       | Bailarina del programa Bienvenidos. |
| 2019 | Chantal Gayoso                                 | Chile                                          | TVN                                            | Bailarina del programa Rojo, el color del talento, con ella termina una racha de 10 años consecutivos en los cuales Canal 13 se llevó el reinado. Cabe destacar que, en esta edición Canal 13 decidió no presentar candidata. |
| 2020 | Rosita Piulats                                 | Chile                                          | TVN                                            | Coreógrafa del programa Rojo, el color del talento. |
| 2021 | No se realizó debido a la pandemia de COVID-19 | No se realizó debido a la pandemia de COVID-19 | No se realizó debido a la pandemia de COVID-19 | No se realizó debido a la pandemia de COVID-19 |
| 2022 | No se realizó debido a la pandemia de COVID-19 | No se realizó debido a la pandemia de COVID-19 | No se realizó debido a la pandemia de COVID-19 | No se realizó debido a la pandemia de COVID-19 |
| 2023 | Tita Ureta                                     | Chile                                          | Canal 13                                       | Panelista del programa Juego Textual. Titulada “embajadora” de Viña del Mar. |
| 2024 | Naya Fácil                                     | Chile                                          | TiempoX                                        | Titulada “embajadora” de Viña del Mar. |
| 2025 | Emilia Dides                                   | Chile                                          |                                                | Miss Universo Chile 2024 y Jurado de Viña 2025 |

Notas
1. 1 2 3 4  Elección no oficial.

## Estadísticas

### Ganadoras por país
| País      | #  | Año |
| --------- | -- | --- |
| Chile     | 17 | 1979, 1987, 1989, 1996, 2003, 2007, 2010, 2012, 2013, 2014, 2015, 2016, 2017, 2019, 2020, 2023, 2024, 2025 |
| México    | 7  | 1983, 1991, 1992, 1993, 1995, 1997, 2002                                                                   |
| Argentina | 4  | 2004, 2005, 2006, 2011                                                                                     |
| Cuba      | 2  | 2000, 2018                                                                                                 |
| Venezuela | 2  | 1985, 2009                                                                                                 |
| Colombia  | 2  | 1994, 2008                                                                                                 |
| Brasil    | 2  | 1990, 1999                                                                                                 |
| Perú      | 2  | 1988, 1998                                                                                                 |
| Uruguay   | 1  | 2001 |
| Canadá    | 1  | 1986 |
| Rumania   | 1  | 1984 |
| Italia    | 1  | 1982 |

### Ganadoras por estación televisiva
| Canal 13    | 13 | 2003, 2004, 2007, 2009, 2010, 2011, 2012, 2013, 2014, 2015, 2016, 2017 y 2018 |
| TVN         | 3  | 2006, 2019 y 2020                                                             |
| Mega        | 1  | 2023                                                                          |
| Chilevisión | 1  | 2005                                                                          |